# Acanthocreagris apulica
Acanthocreagris apulica är en spindeldjursart som beskrevs av Giuliano Callaini 1986. Acanthocreagris apulica ingår i släktet Acanthocreagris och familjen helplåtklokrypare. Inga underarter finns listade i Catalogue of Life.